# رفنية مقرنة
رفنية مُقَرَّنة نوع من الرفنية تعلو من ٣٠ إلى ٦٠ سم. أزهارها إلى الصفار الكبريتي. أوراقها مخروطية الشكل تطول من ٢ إلى ٤ سم.